# Jessika Muscat
Jessika Muscat (Mosta, 27 februari 1989) is een Maltese zangeres.

## Biografie
Muscat nam in 2008 voor het eerst deel in de Maltese preselectie voor het Eurovisiesongfestival. Ook in 2009, 2010, 2011, 2012, 2013, 2014, 2015 en 2016 waagde ze haar kans in de Maltese preselectie, telkens onsuccesvol. Na een sabbatjaar waagde ze in 2018 haar kans in de voorronde van San Marino. Samen met de Duitse Jenifer Brening won ze de finale, waardoor ze bij haar tiende poging eindelijk mocht deelnemen aan het Eurovisiesongfestival, dat in 2018 gehouden werd in de Portugese hoofdstad Lissabon. Muscat en Brening geraakten er echter niet in de finale.
In 2022 waagde ze nogmaals een poging om haar vaderland te vertegenwoordigen op het Eurovisiesongfestival. Met het nummer Kaleidoscope deed ze mee aan Malta Eurovision Song Contest. Echter belandde ze op de laatste plaats. 

## Maltese preselectie Eurovisiesongfestival
| Jaar | Lied           | Plaats       |
| ---- | -------------- | ------------ |
| 2008 | Tangled        | Halve finale |
| 2009 | Smoke-Screen   | Halve finale |
| 2010 | Fake           | Halve finale |
| 2011 | Down Down Down | 15           |
| 2012 | Dance Romance  | Halve finale |
| 2013 | Ultraviolet    | 8            |
| 2014 | Hypnotica      | 8            |
| 2015 | Fandango       | 9            |
| 2016 | The Flame      | 7            |
| 2022 | Kaleidoscope   | 17           |
| 2023 | Unapologetic   |              |

2008: Miodio · 
2011: Senit · 
2012: Valentina Monetta · 
2013: Valentina Monetta · 
2014: Valentina Monetta · 
2015: Michele Perniola & Anita Simoncini · 
2016: Serhat · 
2017: Valentina Monetta & Jimmie Wilson · 
2018: Jessika feat. Jenifer Brening · 
2019: Serhat · 
2021: Senhit feat. Flo Rida · 
2022: Achille Lauro · 
2023: Piqued Jacks · 
2024: Megara · 
2025: Gabry Ponte
- MusicBrainz: 15565d62-f5ac-45ea-9350-7ab0ca5b0676